# Crouch End (nouvelle)
Crouch End (titre original : Crouch End) est une nouvelle de Stephen King parue en 1993 dans le recueil Rêves et Cauchemars mais ayant été publiée pour la première fois en 1980 dans l'anthologie New Tales of the Cthulhu Mythos.

## Résumé
Doris Freeman, une jeune femme américaine, arrive une nuit au poste de police du quartier de Crouch End, à Londres. Dans un état hystérique, elle évoque la disparition de son mari, Leonard, ainsi que des monstres. Deux policiers tentent de la calmer et prennent sa déposition : le couple avait été invité à dîner par un collègue avocat de son mari résidant dans le quartier mais Leonard avait perdu son adresse.
Abandonnés soudainement par leur chauffeur de taxi alors que Leonard téléphone à son ami, les Freeman poursuivent leur chemin à pied. Attiré par des gémissements provenant de derrière une haie, Leonard va voir ce qui se passe et ressort totalement paniqué. Le couple prend la fuite et Leonard ne garde aucun souvenir de ce qui lui est arrivé. Désormais totalement perdus dans les rues étranges et désertes de Crouch End, ils passent dans un tunnel lorsqu'une chose monstrueuse s'empare de Leonard. Doris s'enfuit et rencontre deux enfants qui lui disent que son mari est parti avec le bouc aux mille chevreaux. Des tentacules surgissent alors du sol et le visage de Leonard apparaît sur l'un d'eux. Doris ne se souvient plus de ce qui a suivi jusqu'à ce qu'elle se retrouve dans une rue à l'apparence plus normale et qu'on lui indique le poste de police.
Doris est raccompagnée à son hôtel et les deux policiers discutent de son cas, le plus âgé évoquant les nombreuses mystérieuses disparitions ayant eu lieu dans le quartier et émettant l'hypothèse que Crouch End soit une zone dans laquelle une autre dimension peut communiquer avec la nôtre. Le jeune policier, sceptique à propos de toute cette histoire, disparaît à son tour la même nuit. Leonard Freeman et lui ne seront jamais retrouvés, comme cela arrive parfois dans le quartier de Crouch End.

## Genèse
La nouvelle a été publiée pour la première fois en 1980 dans le cadre de l'anthologie New Tales of the Cthulhu Mythos, éditée par Ramsey Campbell et rendant hommage au mythe de Cthulhu de H. P. Lovecraft. Stephen King a eu l'idée de cette nouvelle en 1977 alors qu'il faisait un séjour à Londres. Il avait été invité à dîner par l'écrivain Peter Straub, qui habitait le quartier de Crouch End, et s'était perdu en cours de route,.

## Distinctions
Crouch End a été nommée pour le prix British Fantasy de la meilleure nouvelle 1981.

## Adaptations
Crouch End a été adaptée à la télévision en 2006 sous la forme de l'un des épisodes de la série télévisée Rêves et Cauchemars. Claire Forlani y joue le rôle de Doris Freeman et Eion Bailey celui de Leonard.